# Iwanhorod (Uman)
Iwanhorod (ukrainisch Івангород; russisch Ивангород Iwangorod, polnisch Iwangród) ist ein Dorf im Westen der ukrainischen Oblast Tscherkassy mit etwa 1200 Einwohnern (2001).

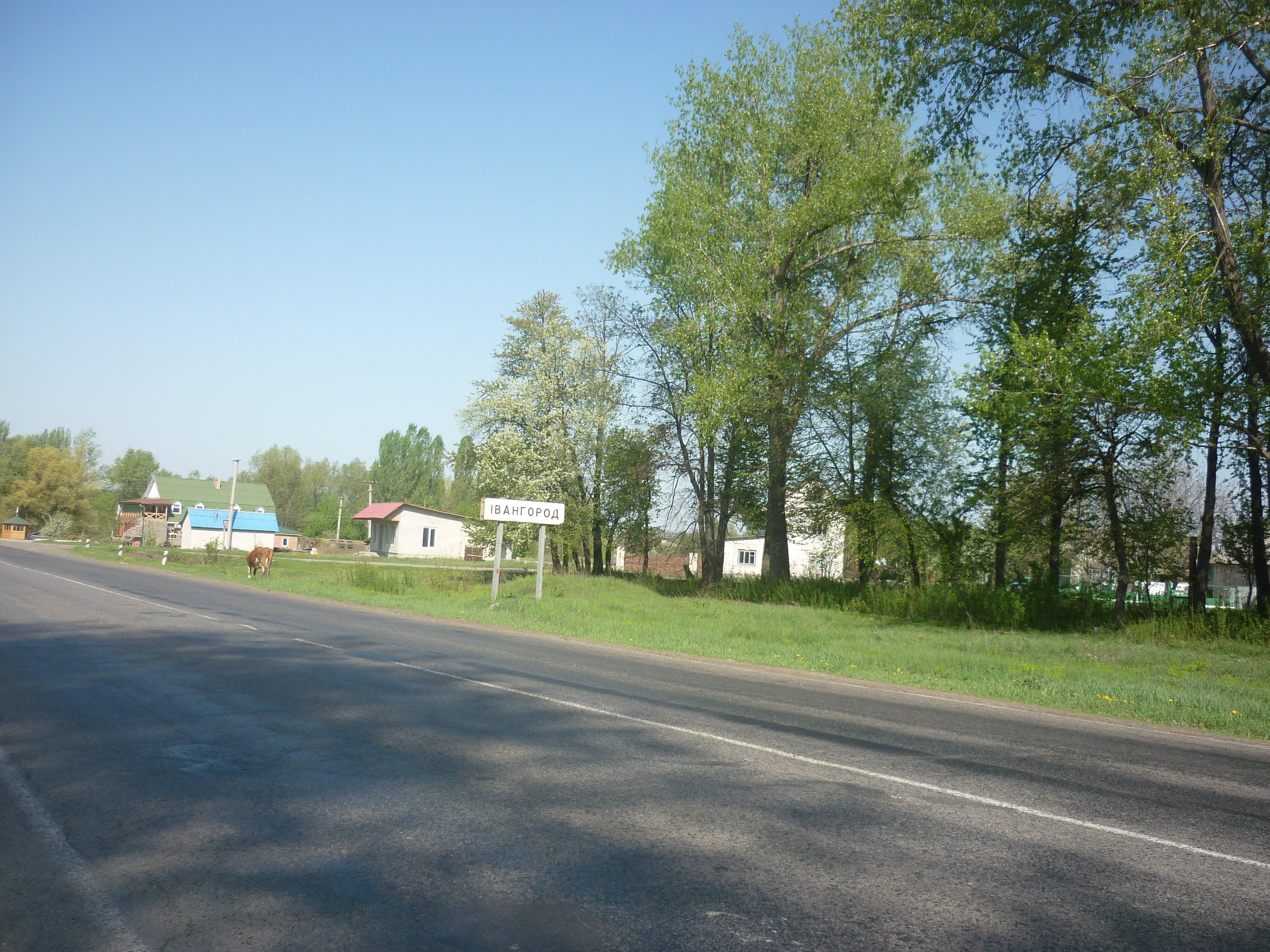
Ortseingang

## Geografische Lage
Die Ortschaft liegt  auf einer Höhe von 233 m am Ufer des hier angestauten Kublytsch (Кублич), einem 60 km langen, linken Nebenfluss des Sob (Соб, Flusssystem Südlicher Bug). Das ehemalige Rajonzentrum Chrystyniwka befindet sich 15 km östlich und das Oblastzentrum Tscherkassy 210 km nordöstlich vom Dorf. Neun Kilometer westlich von Iwanhorod liegt, bereits in der Oblast Winnyzja, das Dorf Krasnopilka.
Im Süden des Dorfes verläuft die Fernstraße M 12/E 50 zwischen Uman und Winnyzja.
Am 5. März 2020 wurde das Dorf ein Teil der neugegründeten Stadtgemeinde Chrystyniwka, bis dahin bildete es die gleichnamige Landratsgemeinde Iwanhorod (Івангородська сільська рада/Iwanhorodska silska rada) im Westen des Rajons Chrystyniwka.
Am 17. Juli 2020 kam es im Zuge einer großen Rajonsreform zum Anschluss des Rajonsgebietes an den Rajon Uman.

## Geschichte

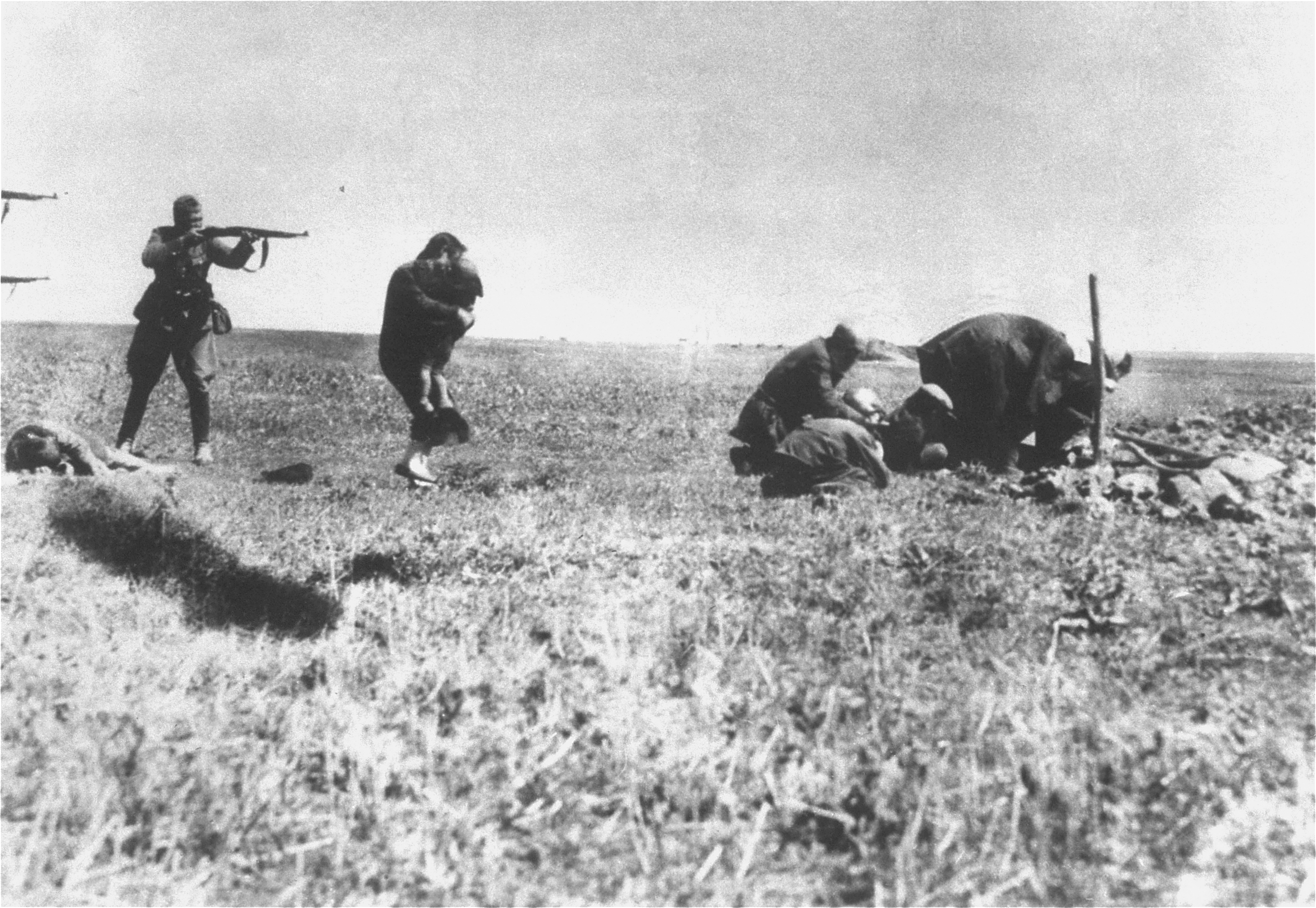
Die Fotografie zeigt Erschießungen von Juden durch Einsatzgruppen nahe Iwanhorod. Ein deutscher Soldat schickte diese Fotografie mit der Aufschrift „Ukraine 1942, Judenaktion, Iwangorod“ in die Heimat. Es wurde von polnischen Widerstandskämpfern in einem Warschauer Postamt aus der Feldpost geholt.

Das im späten 16. – frühen 17. Jahrhundert gegründete Dorf
besaß eine im frühen 19. Jahrhundert entstandene jüdische Gemeinde. Die jüdische Bevölkerung von Iwanhorod bestand 1897 aus 442 Personen.
Im südlichen Teil der Ortschaft fanden 1942 Massenerschießungen an einer unbekannten Anzahl jüdischer Menschen statt, die hier in einem Massengrab bestattet wurden. Erhalten geblieben ist eine Kriegsfotografie, das Erschießungen von Juden zeigt, bei denen eine Mutter mit einem Kind von einem deutschen Soldaten erschossen wird.

## Söhne und Töchter der Ortschaft
- Peissja (Petro) Israilewitsch Altman (russisch Пейся (Петро) Израилевич Альтман; 1904–1941), jüdischer Schriftsteller und Literaturkritiker